# 細斑手躄魚
細斑手躄魚（学名：Antennatus coccineus），又名五腳虎，为輻鰭魚綱鮟鱇目躄魚亞目躄魚科手躄魚屬下的一个种，為熱帶海水魚，分布於印度太平洋區，從東非、紅海至Desventuradas群島海域，棲息深度1-75公尺，本魚體色多變，包括黃色、紅色或黃褐色，背鰭基部後有一模糊黑色斑點，誘餌大約等於第二背鰭棘的長度，餌球一個圓球狀的微白色一滴或是絲狀的，腹鰭的最後鰭條分叉，尾柄不存在，背鰭硬棘3、背鰭軟條12-13枚、臀鰭軟條7枚，體長可達13公分，棲息在潮池、潟湖、臨海礁石區，平時躲藏於礁石或海綿中，屬肉食性，卵生的，卵是黏在絲帶狀的鞘或者凝膠黏液團被稱為卵筏或卵罩，可作為觀賞魚。

## 扩展阅读
- 維基物種上的相關：細斑手躄魚

- Fishbase （页面存档备份，存于）